# Pyrausta fieldialis
Pyrausta fieldialis is een vlinder van de familie van de grasmotten (Crambidae). De wetenschappelijke naam van deze soort is voor het eerst voorgesteld als Boeotarcha fieldialis door William Schaus in een publicatie uit 1933.
De soort komt voor in Brazilië (Paraná).